# Zgromadzenie Sióstr Urszulanek Maryi Panny Niepokalanej z Gandino
Siostry Urszulanki Niepokalanej Maryi Panny z Gandino, wł. Suore Orsoline di Maria Vergine Immacolata (di Gandino), Dziewice Konsekrowane Bogu w Służbie Wychowawczej - żeński zakon katolicki. 
Zgromadzenie Sióstr Urszulanek Niepokalanej Maryi Panny z Gandino zostało założone w 1818 r. przez ks. Franciszka Della Madonna, ówczesnego proboszcza Gandino (Włochy). 
Tożsamość charyzmatyczna urszulanek cechuje się wychowaniem w prospektywie maryjnej. Wychowanie to przejawia się we „współczuciu” Jezusa, który pochylał się nad każdym człowiekiem i troszczył się o niego, przybierając postać sługi. Dlatego urszulanka naśladując Jezusa troszczy się o każdego brata i każdą siostrę, „by dojść razem do jedności wiary w Chrystusie, człowieku doskonałym” (Ef. 4,13). Tak jak Chrystus, stając się posłusznym woli Ojca przyjmuje postać sługi, tak urszulanka przyjmuje postawę służebnicy słowa, krzyża i misji. 

## Duchowość
Siostry Urszulanki N.M.P. z Gandino pozostały wierne programowi jaki wytyczył im założyciel. Wraz z pierwszymi siostrami wybrał on duchowość i regułę Anieli Merici. Dlatego też szczególną uwagę zwracają na życie kobiety, jej formację, właściwe wychowanie i pomoc w dojrzewaniu do dorosłego życia, do bycia matką, żoną, siostrą. Za przykładem ks. Franciszka starają się być służebnicami: Słowa Bożego, misji zbawienia i krzyża. Centralnym punktem duchowości jest dążenie do utożsamienia się z Jezusem Chrystusem. Ciągle żywe są w świadomości urszulanek słowa ich założyciela: „nic nie czyńcie co nie prowadziłoby do jedności z Chrystusem ukrzyżowanym... Musimy dać podstawę wszystkiemu by móc jedynie wpatrywać się i naśladować naszego Zbawiciela Jezusa”. Naszym powołaniem jest życie w Pokorze i Miłości. Ks. Franciszek często powtarzał swoim siostrom: „miłujcie się wzajemnie, przekonane, że Zgromadzenie będzie trwało dotąd dopóki będzie trwała miłość”. Bardzo bliska jest im również duchowość maryjna. Codziennie wpatrują się w Matkę Bożą, aby wcielać w swoją pracę jej miłość, oddanie, pokorę, zaufanie, delikatność...

## W Polsce
Urszulanki w Polsce istnieją od 1995 roku. "Dom Betania", pierwsza placówka w Polsce został rozbudowany ze starego, zaniedbanego magazynu i zaadaptowany pod dom sióstr i dom duchowości. Dzięki pracy wielu wolontariuszy z Włoch i wsparciu okolicznych mieszkańców, udało się go wyremontować i wyposażyć oraz zagospodarować duży ogród. Obecnie jest w nim około 50 miejsc noclegowych, kaplica, sala spotkań, a na zewnątrz znajduje się wielofunkcyjny plac z boiskiem sportowym. Na terenie „Domu Betania” jest dużo miejsca do zabawy i wypoczynku dzieci i młodzieży. 
Pierwsze siostry przyjechały do Polski w lutym 1995 roku, do miejscowości Nurzec-Stacja na Podlasiu. „Pragnęłyśmy – mówiły siostry - spełnić marzenie papieża Jana Pawła II”. Chciał on bowiem, aby moralnie i materialnie wspomagać kraje, które przez wiele lat były pozbawione wolności, także religijnej. 
W Ewangelii, Betania to mała wioska na peryferiach Jerozolimy, gdzie Jezus przychodził, aby odpocząć. Był tam gościem trojga rodzeństwa: Marty, Marii i Łazarza. Dom na wzór Betanii jest takim miejscem, gdzie można odpocząć: fizycznie, moralnie i duchowo. 

## Działalność
Urszulanki organizują: dni skupienia (Lectio Divina), rekolekcje, dni przyjaźni dla młodzieży, sylwester w świetle Boga, kolonie dla dzieci, spotkania międzynarodowe, koła zainteresowań, zajęcia muzyczne i dydaktyczne, festyny, zawody sportowe, wycieczki - także za granicę. Prowadzą również scholę „Betania”, spotkania liturgiczno-biblijne, formację ministrantów. Goszczą również w swoim domu grupy, które chciałyby spędzić czas na modlitwie czy na wypoczynku
Zgodnie z charyzmatem niosą pomoc wszystkim ludziom.